# Wallgauer Eck
De Wallgauer Eck is een berg in de deelstaat Beieren, Duitsland. De berg heeft een hoogte van 1769 meter.
De Wallgauer Eck is onderdeel van het Estergebergte, dat weer deel uitmaakt van de Bayerische Voralpen.